# Dysprosium(III)-sulfat
Dysprosium(III)-sulfat (Dy2(SO4)3) ist ein Salz des Seltenerd-Metalls Dysprosium mit Schwefelsäure. Es bildet als Octahydrat blassgelblichgrüne Kristalle.

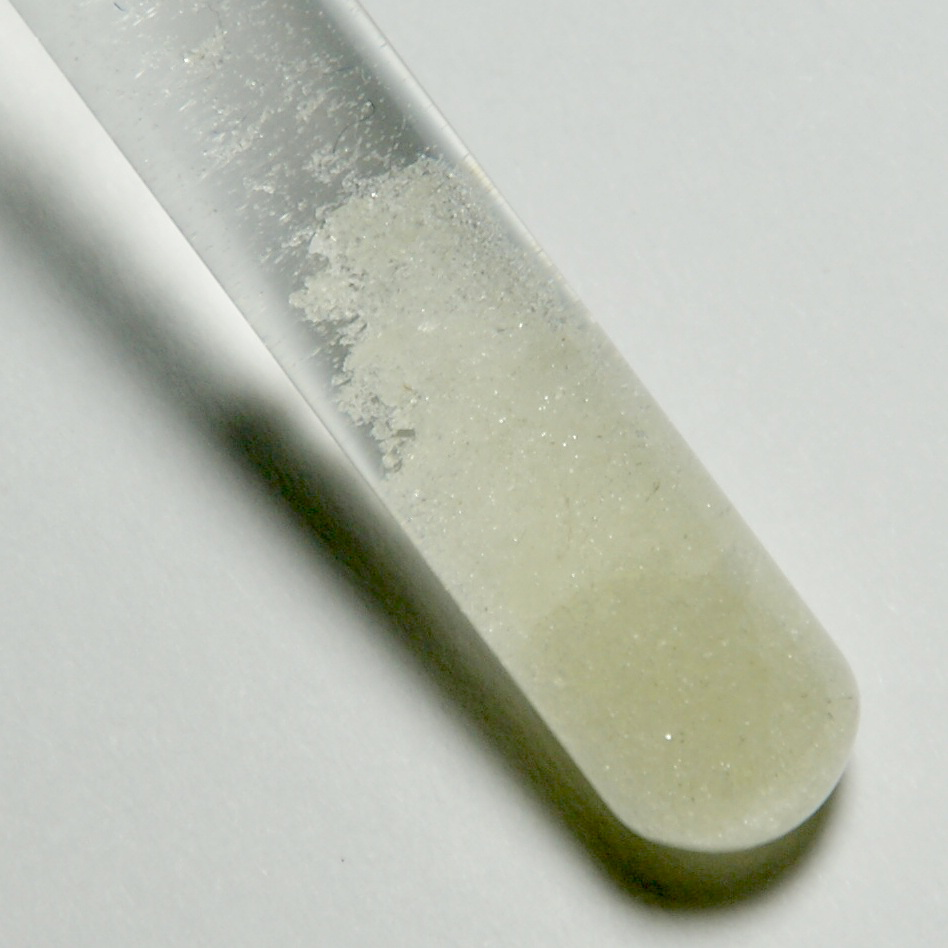
Dysprosium(III)-sulfat